# Oneリート投資法人
Oneリート投資法人（ワンリートとうしほうじん）は、東京都千代田区に本部を置く投資法人。東証上場（J-REIT）。

## 概要
みずほ信託銀行がスポンサーのJ-REITである。資産運用会社は、みずほ信託銀行子会社のみずほリアルティOne100%出資の「みずほリートマネジメント株式会社」（旧株式会社シンプレクス・リート・パートナーズ）である。
投資対象は、ミドルサイズのオフィスビルへの重点投資としており、オフィスビル70%以上、商業施設30%以下である。また、投資エリアは東京経済圏70%以上、地方政令指定都市等30%以下としている。
スポンサーは当初、エートス・キャピタル・リアルエステート傘下のシンプレクス・インベストメント・アドバイザーズであったが、2015年にみずほ信託銀行に変更となった。

## 沿革
- 2013年6月25日 - SIA不動産投資法人として設立。スポンサーはエートス・キャピタル。資産運用会社は「株式会社シンプレクス・リート・パートナーズ」
- 2013年7月23日 - 投信法第189条に基づく登録（登録番号　関東財務局長　第85号）
- 2013年10月9日 - 東京証券取引所に上場
- 2015年12月29日 - スポンサーがみずほ信託銀行に変更
- 2017年6月1日 - Oneリート投資法人に商号変更
- 2018年1月1日 - 資産運用会社が「みずほリートマネジメント株式会社」に商号変更

## ポートフォリオ
2020年3月3日時点で保有物件数25物件、取得価格102,260百万円である。
主な保有ビルは以下の通り。
- 大博多ビル（福岡県福岡市）
- 東京パークサイドビル（東京都江東区）
- 肥後橋センタービル（大阪府大阪市）